# 키랄리 온천

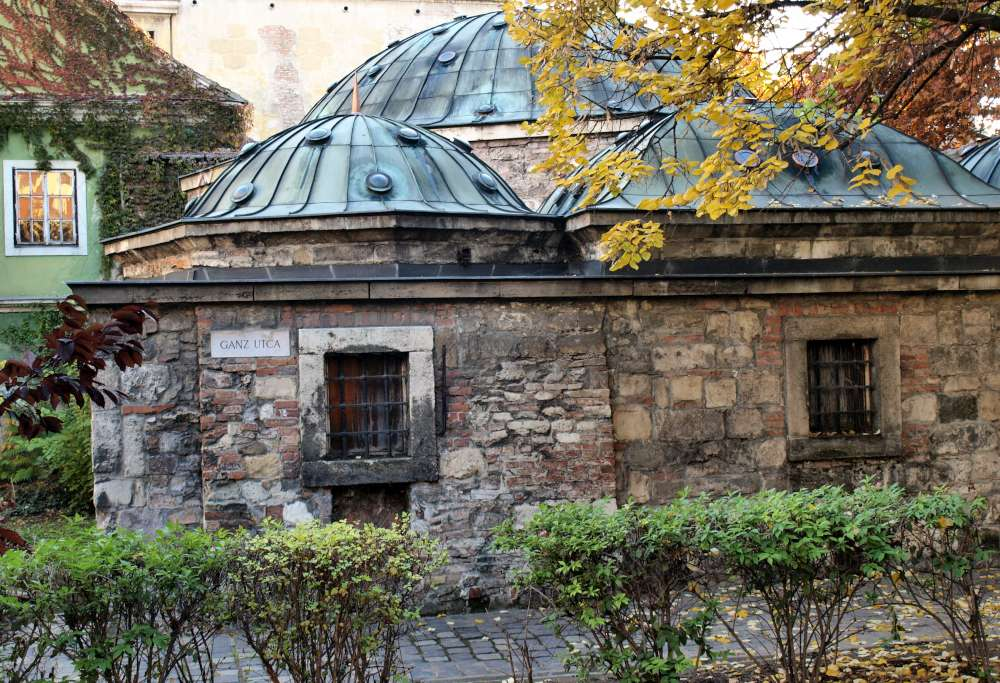
키랄리 온천

키랄리 온천(헝가리어: Király gyógyfürdő)은 헝가리 부다페스트에 있는 온천이다. 오스만 제국 통치 기간인 1566년에서 1572년 사이 지어졌다. 이 온천은 오스만 제국의 부딘 지방에서 가장 오랫동안 재임한 총독(1566-1578)이었던 소콜루 무스타파 파샤의 의뢰로 건설되었다. 이 온천과 그 주변 지역은 통합된 부다페스트의 일부가 되었다.
튀르키예식 돔과 팔각형 풀을 예로 들 수 있듯이 튀르키예식 목욕탕의 핵심 요소를 많이 유지했다.
열탕수 성분에는 나트륨, 칼슘, 중탄산마그네슘, 황산염-염화물, 상당량의 불소 이온이 포함되었다. 4개의 다른 풀의 수온은 26~40°C 사이에서 달랐다,
키랄리 온천은 2020년 3월 15일부터 문을 닫았다. 이곳은 현재 보수공사 중이며 공사가 완료될 때까지 문을 닫는다.